# فيليكس أ. ريف
فيليكس أ. ريف (بالإنجليزية: Felix A. Reeve)‏ هو محامي أمريكي، ولد في 4 سبتمبر 1836 في مقاطعة كوك في الولايات المتحدة، وتوفي في 15 نوفمبر 1920 في واشنطن العاصمة في الولايات المتحدة.